# Challenger of Dallas 2001
Il Challenger of Dallas 2001 è stato un torneo di tennis facente parte della categoria ATP Challenger Series nell'ambito dell'ATP Challenger Series 2001. Il torneo si è giocato a Dallas negli Stati Uniti dal 5 all'11 febbraio 2001 su campi in cemento indoor.

## Vincitori

### Singolare
Dmitrij Tursunov ha battuto in finale  Justin Bower con il punteggio di 6–2, 6–4

### Doppio
Gavin Sontag /  Jerry Turek hanno battuto in finale  Dušan Vemić /  Lovro Zovko con il punteggio di 3–6, 7–5, 7–5